# Hohatzenheim
Hohatzenheim era una comuna francesa situada en el departamento de Bajo Rin, de la región de Gran Este, que el 1 de enero de 2016 pasó a ser una comuna delegada de la comuna nueva de Wingersheim-les-Quatre-Bans al fusionarse con las comunas de Gingsheim, Mittelhausen y Wingersheim.

## Demografía
| Gráfica de evolución demográfica de Hohatzenheim entre 1800 y 2013 |
|                                                                    |

Los datos demográficos contemplados en este gráfico de la comuna de Hohatzenheim se han cogido de 1800 a 1999 de la página francesa EHESS/Cassini, y los demás datos de la página del INSEE.

## Historia
El castillo de la familia "von Waltenheim" conocido como el eine Bürglin (pequeño castillo) fue destruido en 1325 por las fuerzas de la ciudad de Estrasburgo en represalia por la tentativa de los Waltenheim de provocar un incendio que destruyese parte de la ciudad imperial.

## Patrimonio
- Iglesia de la Virgen Dolorosa, siglo XII con una Pietà del siglo XV.
- Estela funeraria en honor del ciudadano Nicolas Blaess: cita el año 1793 la fecha de su ejecución por orden de Euloge Schneider, pero fue muerto en enero de 1794 mientras que Schneider lo fue a su vez el 1 de abril de 1794.
- Estela funeraria de Guillermo II de Mittelhausen, muerto en 1472 cuyo epitafio reza:

```

```

Anno D MCCCCLXXII

Am XII Dez Ap(pril) starb der

 eren Vest Wilhelm von

 Mittelhausen dem God gnäd'

 und barmherzig sey Am.

En el año del Señor de 1472,
 el 12 del mes de abril, murió el
 muy honorable Wilhelm von
 Mittelhausen. Que Dios le conceda gracia
 y misericordia. Amén.